# Đám cưới chạy bầu

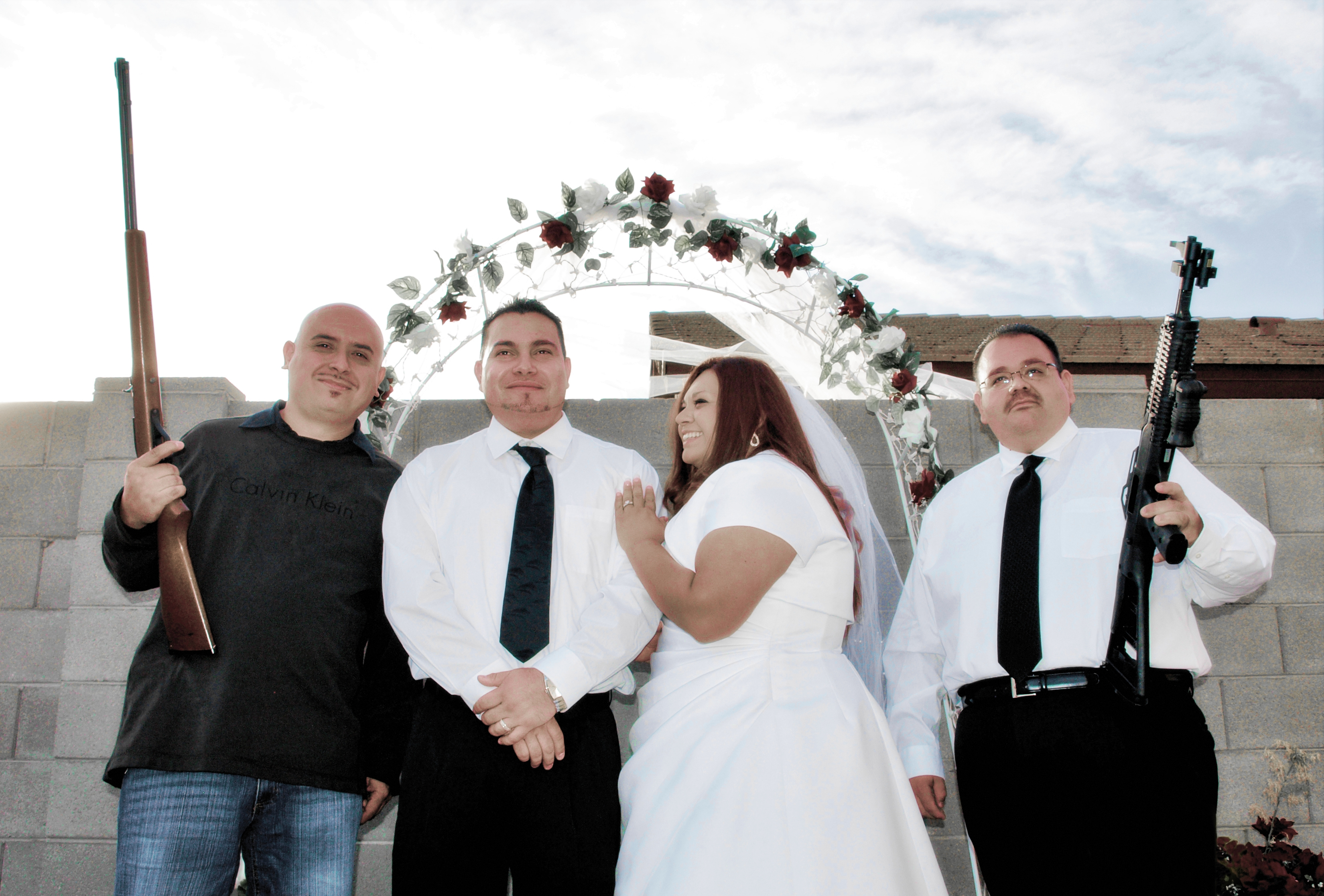
Một đám cưới chạy bầu

Đám cưới chạy bầu hay đám cưới shotgun từ tiếng Anh shotgun wedding là một cuộc đám cưới, được sắp xếp để tránh xấu hổ do người phụ nữ có thai mà không dự định trước, hơn là do từ ý muốn của đôi bên. Từ shotgun wedding được dùng ở Mỹ dựa trên một hoàn cảnh giả sử là người cha của phụ nữ có bầu sẽ dùng áp lực (chẳng hạn như đe dọa với một khẩu súng) để bảo đảm là người đàn ông làm cho con mình có bầu, chấp nhận làm đám cưới.

## Châu Á

### Nhật Bản
Ở Nhật Bản đôi tình nhân lấy nhau vì người nữ có bầu hay xảy ra. Chữ tương đương với đám cưới chạy bầu bên Nhật gọi là dekichatta kekkon. Người Nhật không còn ngượng ngập, hay xấu hổ vì chuyện đó. Theo một phát ngôn viên văn phòng tổ chức đám cưới Watabe Wedding, quan điểm thay đổi từ cuối thập niên 1990 khi một số nhân vật nổi tiếng làm đám cưới khi họ có bầu . Theo bộ Sức khỏe, Lao động và Xã hội Nhật trong năm 2000 26 % các đám cưới xảy ra sau khi người nữ có bầu, vào năm 1980 chỉ có 13%. Người Nhật cũng thường làm đám cưới trễ. Số tuổi trung bình của người nữ khi làm đám cưới tăng từ 25 (1975) lên 27 tuổi (năm 2000). Trong số các cặp đám cưới mà cô dâu từ 20 đến 24 tuổi, 58% lấy nhau vì người nữ mang thai .
Theo một bài viết năm 2001 trên tờ the Asahi Shimbun's weekly AERA, các đám cưới chạy bầu có thể chia ra làm hai loại:
- Loại đầu là các giới trẻ dưới 20 mà không dùng thuốc ngừa thai nên có bầu.
- Loại thứ hai là những người trong tuổi đôi mươi hay ba mươi, cố ý không dùng thuốc ngừa thai để có lý do làm hôn thú.